# Turok 2: Seeds of Evil
Turok 2: Seeds of Evil es un videojuego de disparos en primera persona para Nintendo 64, Windows 9x y Game Boy Color. Fue lanzado en 1998 y está basado en una serie de cómics de Acclaim Comics, Turok. Fue un juego adelantado a su época, mostrando unos gráficos excelentes, una excelente banda sonora, además de un vasto y creativo arsenal de armas. También fue uno de los primeros juegos de Nintendo 64 en utilizar el aumento de RAM del Expansion Pak, como Star Wars: Rogue Squadron, Top Gear Overdrive y NFL Quarterback Club '99. 
Turok 2 difiere algo de su predecesor, estando más inspirado en uno de los éxitos de Nintendo 64 de aquella época, GoldenEye 007. En Turok 2 hay una serie de objetivos a realizar, opciones para el mando para jugadores que ya jugaron al GoldenEye 007, un Styracosaurus para cabalgar como un tanque y un modo multijugador. El juego también tiene más música de orquesta que de jungla, como en el anterior juego. Además, los enemigos son inteligentes, cubriéndose del fuego, atacando en grupos y, algunas veces, huyendo del personaje cuando lleva y utiliza un arma devastadora. Los jugadores también pueden elegir cualquier arma inmediatamente durante el juego con un menú bien pensado, el cual parece que inspiró a la secuela "espiritual" de GoldenEye 007, Perfect Dark. El juego contiene gran cantidad de escenas gores permitiendo al jugador llegar a desmembrar a los enemigos. El juego contiene gran cantidad de voces en las escenas cinemáticas que utilizan el motor del juego, algo bastante raro en los juegos de Nintendo 64. 
Los niveles son enormes y de gran variedad, habiendo desde ciudades destruidas a junglas, pasando por cuevas e incluso por naves especiales. El juego sufre de algunas caídas en la tasa de frames los cuales realmente no fueron solucionados con el Expansion Pak y de largas distancias entre lugares para guardar la partida, también al final de cada mundo, el jugador se ve forzado a defender los postes de energía Tótem del ataque enemigo. Hoy puede considerarese a Turok 2 como un clásico dentro del catálogo de Nintendo 64 y unos de los mejores FPS de todos los tiempos[cita requerida].
Un remaster de Turok 2 fue desarrollado por Nightdive Studios para Microsoft Windows en marzo de 2017, Xbox One en marzo de 2018, Mac OS y Linux en septiembre de 2018, Nintendo Switch en agosto de 2019 y PlayStation 4 en febrero de 2021.

## Historia
El juego empieza con el nuevo Turok, Joshua Fireseed, apareciendo a través de un portal delante de una persona de piel azul llamada Adon. Ella le explica que ha sido llamado por el Señor de Lost Land (la Tierra Perdida), Lazarus Concordance, para vencer a una poderosa entidad alienígena llamada The Primagen. 
El Primagen es una criatura encarcelada durante un largo período en los restos de su aeronave después de intentar conquistar Lost Land y sellado mediante cinco dispositivos llamados los Tótems de energía. Ahora, a causa de nuestras acciones en el primer Turok, ha movilizado a varias criaturas, su propio ejército de tropas artificiales de Dinosoid y otros que ha comprado con la promesa de armas y recursos, para intentar destruir estos objetos.
La tarea de Turok es bastante simple; él debe localizar los cinco Tótems de energía y destruir todas las fuerzas movilizadas para atacarlas, y entonces destruir al mismísimo Primagen para terminar la amenaza creada sobre Lost Land desde que él está. Durante el transcurso de la aventura, él debe vencer a las armadas de Primagen mientras adquiere los ancianos poderes mágicos de los Talisman Chambers.
En el trascurso del juego, una misteriosa entidad, llamada ella misma como 'Oblivion', intentará frustrar la aventura de Turok creando falsas copias de los portales mandándole a lugares habitados por sus sirvientes, los Flesh Eaters. Esta parte del argumento dará lugar a la secuela.

## Respuesta
La respuesta a Turok 2 inmediatamente después de su lanzamiento fue muy positiva, con una nota en la N64 Magazine más alta que Goldeneye 007 en un análisis de la versión de prelanzamiento. Sin embargo, esto fue seguido de cantidad de críticas. El bajo framerate fue altamente criticado, con algunos niveles, en particular el escenario final de Oblivion, donde se notaba bastante esa bajada en el framerate dañando a la jugabilidad. Además, el juego goza de una niebla en los lugares abiertos (evitando los problemas para mover polígonos), aunque cabe destacar que el juego goza de menos niebla que en su anterior versión.
Donde mayor crítica recibió fue en la estructura de los niveles; especialmente los niveles "The Lair of the Blind Ones" y "The Hive of the Mantids", el cual era fácil acabar donde vueltas o perderse debido al parecido entre muchas áreas.
Pero a pesar de todas estas críticas, el juego incluía varias cosas destacables para la época:
- Poseía uno de los mejores apartados gráficos de la época siendo de los mejores títulos que aprovecharon la potencia gráfica de la Nintendo 64.
- Los enemigos podían ser matados eliminando partes de su cuerpo según la potencia del arma y del lugar donde impacte el arma.
- Un alto nivel gore. Los enemigos podían ser asesinados eliminando partes de su cuerpo (según la potencia e impacto del arma) con grandes cantidades de sangre conteniendo escenas muy gore para la época. Esto se hacía más especial en un catálogo como la Nintendo 64 que contenía pocos juegos violentos.
- Se podían recuperar las flechas que se lanzaban ( Es un pequeño detalle utilizado actualmente por varios títulos).
- El gameplay, así como la colisión de disparos era muy sólida.
- Contaba con una gran variedad de enemigos para la época.
- El juego tenía un gran apartado sonoro.

## Mundos y Enemigos
El juego está dividido en seis mundos principales, habiendo una sección principal, una sección Hub para que puedan acceder a los niveles y una lucha final contra Primagen cuando se recuperan todas las llaves de Primagen. Cada mundo contiene un número de llaves para más tarde acceder a mundos ocultos. Muchos mundos no indican todos sus objetivos; requieren a menudo que el jugador encuentre las cargas de stachel sin haberlo dicho.

### The Hub
Realmente no es un nivel como tal, sino que esta área aparece cuando se completa la primera misión. Consiste en un área central bastante grande con seis caminos que conducen cada uno a un portal azul de teletransporte. Estos transportes llevan a varios niveles; inicialmente, todos los portales se encuentran cerrados con unos postes rectangulares para las llaves enfrente de ellas, excepto para el primer mundo. Cuando todos los postes que se encuentran delante de un portal se abren, el portal se abre permitiendo acceder a dicho mundo.
Además, en medio de la isla central hay una pequeña estructura en la cual se deben colocar las llaves de Primagen; cuando se colocan todas las llaves, el suelo se contrae permitiendo el acceso al último jefe final.
Esta área se encuentra suspendida en el espacio con el portal de cada área rodeado por objetos que muestran el tema del nivel, como grandes banderas de Purlinn para The Death Marshes o los toadstools de la muerte y musgo para The Lair of the Blind Ones.

### The Port of Adia (El puerto de Adia)
El primer nivel es un pueblo, destruido por las tropas de dinosaurios de Primagen. Turok debe salvar a unos niños y activar los faros de socorro. Un objetivo, no especificado, es localizar las baterías del poder de los faros.
The Port of Adia es el nivel más corto del juego. Se encuentran numerosas pequeñas explosiones, soldados y prisioneros muertos y muchas escenas cinemáticas donde Adon introduce al jugador en la cámara de los Talismanes y en el Oblivion Warps. Contiene seis llaves, suficientes para desbloquear el segundo y tercer nivel.
En dicho nivel empezaremos con un simple arco que apenas utilizaremos antes de conseguir la pistola.
Talismán: Ninguno
Enemigos que aparecen por primera vez:
- Raptors — Es un dinosaurio Theropoda de tamaño medio. Los raptores pueden atacar con sus garras y dientes, y son bastantes rápidos con la capacidad de saltar largas distancias.
- Compys — Es un dinosaurio Theropoda pequeño como un pájaro. Son muy débiles ( con un simple tiro basta para acabar con ellos), pero son extremadamente rápidos y siempre se encuentran en grupos, atacando a su presa mediante un mordisco seguido de un sonido parecido a los pájaros.
- Raptoids — Criaturas de piel amarilla parecidos a los dinosaurios con pasos muy largos, suele atacar a galope, que solo pueden atacar en espacios cerrados o en perímetros. Estos son los primeros enemigos que el jugador se enfrenta.
- Endtrails — Grandes dinosaurios con un potente arma de energía en su mano izquierda el cual integra una espada igual al arma que tiene Turok en su brazo es para el combate cuerpo a cuerpo. Además de utilizar su arma de energía y de ser fuertes en el combate cerrado, ellos pueden lanzar granadas o si el jugador está cerca de él puede hacer la patada giratoria de Chuck Norris y en posteriores fases son capaces de utilizar un traje que les hace invisibles. Si tienen muchas heridas y punto de morir son capaces de autodestruirse.
- Sentinels — Grotescas criaturas humanoides que se autodenominan Flesh Eaters, que claman servir a su maestro "Oblivion". Son muy rápidos y están armados de granadas y una larga espada serrada.
- Death Guards — Grandes criaturas parecidas a los Sentinels que poseen una armadura azul y poseen una potente arma de energía de larga alcance. También llevan armas y son bastante mortales en distancias cortas.
- Lords of the Flesh — Vistos en las escenas cinemáticas de "Oblivion", las cuales encontraremos en posteriores niveles, son enormes criaturas más grandes que los Death Guards con una armadura rojo también un casco parecido a los que usaban los vikingos. Utilizan hechizos mágicos para invocar ataques de proyectiles y también tienen una gran fuerza que daña gravemente al oponente, sobre todo en las cortas distancias.

### The River of Souls (El río de las almas)
Una ciudad construida en los bancos de un misterioso río con agua altamente tóxica llamado "River of Souls" ( el Río de las almas). Los habitantes aprendieron que la energía Tótem era capaz de purificar las aguas mortales creando una ciudad poderosa; sin embargo, sus fuerzas militares crecieron débiles permitiendo al enemigo devastarlo. En la profundidad de la ciudad, las tres hermanas fantasmales de la desesperación están reviviendo zombis, mientras las puertas de las almas no se destruyan seguirán apareciendo más.
Hasta que el Talisman Breath of Life es adquirido, los instantes en el agua pueden ser mortales. El nivel comienza con una secuencia donde turok cabalga a los lomos de un Styracosaurus armado con el cual debe destruir varias instalaciones y barreras para acceder dentro de la ciudad. En las profundidades de la ciudad se encuentra una larga Necrópolis donde Turok debe vencer a las hermanas de la desesperación. Cabe destacar que es el nivel más largo en todo el juego.
Talismán: Leap of Faith (El salto de la fe).
Enemigos que aparecen por primera vez:
- Gun turret (Torreta) — Un doble cañón automático instalado en una torreta rotable, la torreta puede ella misma subir o hundirse al ver al jugador.
- Búnker — Un simple cañón automático situado en puertas concretas.
- Artillery — Un cañón pesado de mortero que ataca utilizando unos explosivos mortales.
- Leapers — Dinosaurios con largos brazos y manos con garras que se mueven saltando como las ranas. Atacan con sus garras y pueden nadar.
- Deadmen (Zombis) — Zombies humanoides que se encuentran en los últimos momentos de esta fase. Se les puede identificar por los gruñidos que hacen y son capaces de arrancarse miembros y lanzar partes de su propio cuerpo como un ataque a distancia (no pueden hacer este ataque si el jugador ha quitado la opción de sangre del menú principal) y de atacar con sus garras en distancias cortas. Algunas veces continúan atacando aún perdiendo la parte inferior del cuerpo arrastrándose hacia el jugador para atacar.
- Lords of the Dead (Señores de la muerte) — Zombis de gran tamaño que se asemejan a un dinosaurio. Son muy fuertes y peligrosos en cortas distancias y pueden crear bolas de fuego para atacar en largas distancias.
- Sisters of Despair (Hermanas de la desesperación) — Tres "jefes" que se encuentran en el área de la Necrópolis. Solo tienen un torso, de mujer, que flota en el aire. Además tienen cuernos, garras en las manos, los ojos blancos y son calvas. Atacan con poderosas magias para la distancia media e invoca a los zombis para atacar al jugador.

### The Death Marshes (Los pantanos de la muerte)
Esta área es un oscuro y peligroso pantano que es el hogar de las criaturas Purlinn (las cuales parecen como monos) los cuales daban soporte en armamento, munición y armaduras a Primagen a cambio de su ayuda. Turok debe salvar a un número de soldados humanos, que han sido hechos prisioneros, y destruir las instalaciones de almacenamiento de munición. Un objetivo sin especificar es que se necesita encontrar cargas explosivas para destruir estas instalaciones de munición.
Como en la anterior misión, uno de los más comunes peligros es el agua tóxica verde, aunque cesará de ser un peligro en este nivel desde que se obtiene el Talismán Breath of Life, el cual es adquirido aquí.(hay dos tipos de agua tóxica, la verde claro y la verde oscura, y el talismán solo te sirve para sumergirte en la de color "claro", ya que dicho talismán no surte ningún efecto sobre la otra "agua"). La ruta de esta fase ocurre a través de una gran cantidad de pueblos y fortalezas de los Purlinn e incluye gran cantidad de batallas en largos puentes contra ordas de enemigos.
Talisman: Breath of Life (El respiro de la vida).
Enemigos que aparecen por primera vez:
- War Clubs — El clásico enemigo en Purlinn, es una criatura enorme de piel marrón, parecida a un simio que ataque en lugares cerrados o lanzándose hacia el jugador en ciertas áreas. Algunos pueden realizar ondas de shock.
- Gunners — Un Purlinn pequeño con una metralleta de madera que dispara piedras.
- Juggernauts — Un Purlinn equipado con una gran armadura y una espada enorme que incorpora un arma parecida al rifle de Plasma del propio Turok.
- Wasps — Grandes insectos voladores que atacan con poderosas picaduras para el ataque cuerpo a cuerpo. Son generadas por una colmena; si la destruyas ya no vuelven a aparecer más.
- Cave Worms — Gusanos que se encuentran escondidos bajo tierra o bajo el agua del pantano atacando con sus largas lenguas.
- Fire Worms — Pequeñas versiones de los caveworms que atacan mordiendo y escupiendo bolas de fuego.
- Skimmers — Pequeños gusanos que atacan mordiendo al jugador.

### The Lair of the Blind Ones (La guarida de los Ciegos)
Son cuevas oscuras infectadas de unas criaturas llamadas Blind Ones, que se parecen a los Morlock, las cuales son ciegas pero compensan esta debilidad con su gran sentido del olfato y del oído siendo tan efectivos como otros enemigos ( se especula que estas criaturas pueden ser parientes de los "Flesh Eaters" aunque no se confirma en ningún momento del juego). Turok debe sellar tres vientos termales para atrapar para siempre a los Blind Ones. Un objetivo sin especificar es encontrar las cargas explosivas para hacer lo anterior.
Esta zona contiene lagos de lava hirviendo como un peligro añadido y enemigos hechos de fuego. El nivel es enorme y cuesta varias horas completarlo y puedes perderte fácilmente debido a que muchas áreas son visualmente idénticas causando esta confusión; esto y el pequeño número de objetivos y puntos para guardar hacen que te pierdas fácilmente. El nivel empieza desde el punto más alto, descendiendo a través de espectaculares cavernas conectadas por túneles estrechos y claustrofóbicos. Llegando al final de la fase, el jugador se encontrará con un pueblo poblado de Blind Ones, y seguido de una batalla para proteger la Energía Tótem seguido de la primera lucha contra un jefe.
Talisman: Heart of Fire (El corazón de fuego)
Enemigos que aparecen por primera vez:
- Sentinels — Unos humanoides de piel amarilla armados con granadas y largas hachas.
- Guardians — Son parecidos a los Sentinel Blind Ones aunque algo más grandes. Los Guardians están armados con un club que se dobla como un arco y puede disparar a largas distancias. Algunos son capaces de invocar gusanos de fuegos que atacan también al jugador.
- Nalas — Una extraña criatura parecida a un goblin con pies largos y manos minúsculas que atacan escupiendo ácido.
- Fireborn — Criaturas que se parecen a los Endtrails (sus gruñidos son casi iguales), hechos de lava y con grandes colmillos. Dejan ardientes pisadas por donde pasan y son inmunes al lanzallamas y atacan con fuego y son mortales en el combate cuerpo a cuerpo.
- Hatchling spiders — Son arañas asesinas de diferentes tamaños y colores, siendo tan pequeños como un gato hasta tan grandes como un pequeño caballo. Realizan un característico chirrido y solo pueden atacar mordiendo aunque suelen atacar en grandes grupos.
- Adult spiders — Arañas monstruosamente grandes que pueden moverse usando las correas. Tienen un poderoso mordisco y puede escupir ácido al jugador.

Jefe:
- The Blind One — Una enorme criatura cuyo cuerpo ocupa toda la caverna de alrededor. Su principal característica es un inmenso ojo que se encuentra en el techo. Ataca con escupidos de ácido de sus bocas, clavando con sus tentáculos y mediante larvas (que se parecen a los gusanos).

### The Hive of the Mantids (La colmena de los Mantids)
La colmena es el hogar de unas criaturas como Amantis. Turok debe destruir varios embriones de Mantid Reinas y la computadora maestra principal de la colmena para prevenir que los Mantid usen las puertas de la grieta para invadir la tierra. Un objetivo sin especificar es destruir el generador del escudo principal de la colmena y recoger cuatro cargas de explosivos para destruir la computadora maestra central.
La colmena se encuentra dividida en varias barreras de escudos las cuales Turok debe destruir para progresar. La colmena es otro nivel muy largo y contiene áreas con agua y lava tóxicas a lo largo de numerosos hoyos. Además, no contiene ningún enemigo introducido en la primera fase excepto los Flesh Eater.
Talisman: Whispers (Susurros).
Enemigos que aparecen por primera vez:
- Heavy Gun turret — Un enorme arma doble y de gran alcance vista al principio del nivel, disparando descargas similares a los disparos de los Death Guards.
- Ceiling gun — Es un arma montada en el techo presente en varias habitaciones.
- Mites — Pequeños insectos que salen de los huevos o aparecen en cantidades de los agujeros en la pared. Atacan mordiendo y algunas veces se pueden ver más grandes debido al crecimiento. De vez en cuando se puede ver alguna en la colmena tan grande como un Worker y se pueden ver muchas tan grandes protegiendo a la Mantid Reina.
- Workers — Criaturas bastante pequeñas que son inofensivas si no se les molesta. Tienen seis miembros y saltan utilizando cuatro de ellas y usando las otras dos para atacar si se les molesta o se les ataca, normalmente emiten un sonido al mismo tiempo.
- Drones — Estas criaturas Mantid están armadas con armas de energía y equipadas con jetpacks para volar.
- Soldiers — Es la elite de los Mantid armada con poderosos escudos, son criaturas de color pardo armados con poderosas armas de energía y son letales en las distancias cortas. Les protege un pesado exoesqueleto de cualquier ataque.

Jefe:
- La Reina Mantid — Una enorme criatura que reside dentro de un capullo en el corazón de la colmena. Tiene armas de energía en ambas manos y puede lanzar orbes explosivas de fuego desde su abdomen, también lanza una ráfaga masiva y dañina de su torso. Está protegido por una gran cantidad de Mites.

### The Primagen's Lightship (La aeronave de Primagen)
Dentro de la aeronave de Primagen, bastante destruida pero operacional como buque de guerra, encontraremos poderosos guardas biomecánicos. Turok debe recalibrar el poder de los generadores y destruir un número de plantas de asamblaje utilizadas para crear bio-bots, para erradicar toda la vida en Lost Land si Primagen fuera derrotado. El objetivo, sin especificar, es recuperar 16 condensadores de Ion, cuatro para cada generador.
El interior de la nave consiste, sobre todo, en pasillos estrechos; el interior de la nave es oscura con unas estructuras de aspecto orgánico. Uno de los objetivos nos conecta con el argumento de la fase 2; se descubre que las células de energía de la aeronave producen el agua tóxica del River of Souls a causa de su funcionamiento. Recalibrarlos permitirá que el agua de River of Souls se purifique. El arma definitiva se obtiene finalmente en este nivel el cual es el Energy Tótem.
Talisman: Eye of Truth (El ojo de la verdad).
Enemigos que aparecen por primera vez:
- Sentry Gun — Son unas metralletas estáticas situadas estratégicamente para defender la nave que aparecen de repente del techo sin previo aviso.
- Trooper — Una criatura biomecánica enorme con la cara como un calamar (que se asemeja a la cara de Cthulhu) armada con un arma de energía de gran alcance con una bayoneta que la criatura puede utilizar en espacios cerrados.
- Bio-bot — Una criatura robótica que consiste en un torso encima de una rueda, en vez de utilizar unas piernas; se mueve arrastrándose con sus dos manos y puede disparar explosiones de energía desde sus ojos o atacar desde cerca con sus garras.
- Elite Guard — Criaturas enormes y con pesadas armaduras similares a los Troopers, con doble cañón de energía y la capacidad de camuflarse.

Jefe:
- "Mother" — Una criatura enorme de un solo ojo luchando en una gran caberna en la cual surgen mutantes cuando se le dañó. Cuando le crecen tentáculos de sus manos y se le destruyen entonces aparecen convertidas en insectos. Utiliza su enorme cuerpo y miembros para a tacar en las distancias cortas y puede vomitar unas estrañas criaturas, como peces, que pueden volar para atacar. Además, puede utilizar un poderoso ataque sónico para las largas distancias.

### The Primagen
La batalla ocurre en el puente de operaciones de la aeronave donde se encuentra el mismísimo Primagen. Aunque la nave no se encuentre bajo su control, las trampas y abejas robóticas en esta habitación se encuentran operacional y son muy peligrosas.
Enemigos que aparecen por primera vez:
- Dimorphodon — Una versión mecánica del Pterosauria que ataca intentando chocar contra el jugador. El Primagen los invonca saliendo desde los huecos laterales del área donde se está luchando.

Jefe:
- The Primagen — Una criatura enorme y horrible con el cerebro expuesto, alas enormes como los insectos y unos miembros como los cangrejos. El Primagen ataca usando las abejas de la arena, un dispositivo que lanza bombas enormes y su propia gama de ataques a distancia corta y media. Puede curarse y/o regenerar su salud o partes de su cuerpo a sí mismo cuando está muy dañado gritando furioso "How you dare?!" (¡¿Cómo te atreves!? .

## Armas e Ítems
El juego contiene un total de 23 armas utilizables o dispositivos como armas, además de usar vehículos armados con dos más. La cantidad de munición para estas armas son relativamente bajas y el ítem backpack del juego original ha sido eliminado. Las armas en Turok 2 funcionan al estilo "Doom" - no necesitan ser recargadas para volver a disparar.

## Armas
- Flare — Es un dispositivo que se enciende en la oscuridad durante un tiempo limitado mediante una llamarada verde inofensiva. Se carga muy lentamente después de usarla pero tiene munición ilimitada.
- Talon — Es la primera arma por defecto (de pequeño tamaño) la cual se encuentra atada con una correa a la mano derecha de Turok y tiene aferradas dos pequeñas y curvas garras de dinosaurio lo suficientemente afiladas. Puede ser usada bajo el agua.

- War Blade — Versión mejorada del Talon. Son dos largas láminas aserradas y puntiagudas, adaptada al antebrazo de Turok permitiéndole desmembrar a los enemigos. También puede ser usada bajo el agua.

- Bow (Arco)— Es la primera arma de Turok. Usa flechas que pueden ser recuperadas del cuerpo del enemigo, aunque algunas veces desaparecen. Además, llegan más lejos los tiros cuando más se aguante el botón de disparo.

- Tek Bow — Versión mejorada del arco que permite lanzar flechas explosivas (estas no se pueden recuperar) y además tiene un zoom de un rango de 150m que permite usarlo como un arma de francontirador.

- Pistol — El arma de fuego básica del juego. Se trata de una pístola semiautomática.
- Mag .60 — Es la mejora de la pistola y es una pístola de asalto que dispara en ráfagas de tres disparos por segundo.
- Tranquilizer Gun — Un arma no letal que se usa para sedar a los enemigos temporalmente; varios tiros seguidos sí que pueden ser letal para el enemigo.
- Charge Dart Rifle — Versión mejorada del Tranquilizer Gun. Dispará una ráfaga eléctrica dejando al enemigo en un estado de shock permientiendo a Turok evitarlo o matarle fácilmente con cualquier arma. Dejar el botón de dispara antes de ser usada hace que el daño de shock sea más duradero.
- Shotgun — Esta escopeta de doble cañón es un arma poderosa con un disparo lento que puede usar munición normal o explosiva.
- Shredder — Versión mejorada del Shotgun. Los disparos pueden rebotar sobre las paredes para dar a los blancos. Puede utilizar munición normal o explosiva. La munición corriente se fragmenta al contactar con una superficie mientras que la explosiva rebota de un lado a otros como una ráfaga de gran alcance.
- Plasma Rifle — Dispara explosiones de plasma como un rifle; es relativamente lento con bastante retroceso. Tiene una miralejos de visión nocturna con un rango de 200m que puede ser utilizada como francotirador en cuyo caso el efecto de sonido y disparo cambian.
- Firestorm Cannon — Un minigun futurista esta arma usa la misma munición del rifle de plasma basado en balas de energía letal.
- Sunfire Pods — Un arma como granadas enfocada para vencer a los enemigos blind, el cual se dice que contiene energía solar. Los Blind Ones, los cuales son débiles al sol, pueden ser eliminados y quemados con esto. Al usarlo con otros enemigos, los deja temporalmente ciegos.

- Cerebral Bore — Un arma alienígena que se dirige a la actividad cerebral (haciéndolo inútil contra enemigos poco inteligentes). Cuando se localiza al objetivo y se dispara, un proyectil sigue al enemigo y taladra en su cráneo en busca del cerebro extrayéndole los fluidos cerebrales y explotando a continuación, decapitándolo.
- Proximity Fragmentation Mine (PFM) Layer — Un arma lanzadora de minas terrestres que, cuando el enemigo pisa su señal haciéndola invisible , le puede cortar los pies incluso destruir pequeñas criaturas. Tiene muy poca munición y no inflige mucho daño.
- Grenade Launcher — Lanza granadas esféricas que se lanzan y explotan a los pocos segundos o al instante si impactan con un enemigo.
- Scorpion Missile Launcher — Un lanzador de cohetes que lanza tres homing missiles (misiles perseguidores) una a uno hasta aplastar a tu enemigo.
- Flame Thrower — Es un lanzallamas que lanza una constante llama que es capaz de iluminar lugares oscuros y es muy poderosa a distancias cortas.
- Razor Wind — Un arma circular con pinchos que funciona como una motosierra siendo capaz de infligir daño a distancia incluso decapitar o desmembrar al enemigo. Funciona lanzado hacia el enemigo y esta vuelve automáticamente cuando choca con una pared o recorre cierta distancias, encontrándose empapada de sangre si ha tocado al enemigo.
- Nuke — Es el arma más letal y definitiva el cual se ensambla cuando el jugador encuentra todas sus piezas. Tiene que cargarse antes de ser lanzada. El efecto es ralentizar el movimiento del enemigo mientras los trozos estallan violentamente. Se obtiene justo antes de la batalla final con Primagen; esta arma no le provoca ningún daño a primagen.
- Harpoon Gun — Es un arma básica que se utiliza bajo el agua; como con el arco, pueden recuperarse la munición que se ha perdido.
- Torpedo Launcher — Es un lanzador de misiles bajo el arma que se usa bajo el agua. Además, tiene un sistema de propulsión que permite ir más rápido bajo el agua.
- Styracosaurus Weapons — Utilizando al Styracosaurus como un tanque se puede utilizar para embestir a los enemigos, utilizando los cuernos de la cabeza, y utilizar el cañón que lleva equipado y un par de lanzacohetes

### Ítems
- Talismans — Se necesita para progresar a través de los niveles. Turok tiene que encontrar los Talismán Chambers para recibir los talismanes que le gratificarán con nuevas habilidades en ciertas áreas. La mayoría se necesitan para encontrar las llaves de Primagen.

- - Leap of Faith — Permite a Turok saltar largas distancias tocando una baldosa para realizar saltos impresionantes.
  - Breath of Life — Permite a Turok pisar a través de las aguas verdes venenosas que hay, por ejemplo, en el nivel 2 "river of souls" y también en el nivel 3 "death marshes" o en el nivel 5 "hive of the mantids".
  - Heart of Fire — Permite a Turok caminar a través de la lava.
  - The Whispers — Permite a Turok deslizarse en el viento hacia arriba pisando sobre las baldosas especiales.
  - Eye of Truth — Permite a Turok ver a través de caminos ocultos, los cuales aparecen como translúcidos. Si intentas pasar por los cáminos que te muestra el Eye of Truth sin poseérla no podrás pasar como si no existieran estos caminos. Por tanto, se necesita este talismán para ver y atravesar dichos caminos.
- Feathers — Son plumas sagradas de un águila utilizadas por los talismanes a cambio de sus poderes.
- Tokens — Como en el juego anterior, los símbolos amarillo y rojo pueden ser encontrados esparcidos por el terreno; un símbolo rojo da diez amarillos y con cien trozos coleccionados consigues una vida extra ( y se escucha un grito "I am TUROK!")
- Health — Los ítems de salud vienen en distinta variedad de tamaños pero todos tienen forma de cruz; está la plateada [+2 de salud hasta un máximo de 200], Azul [+10 de salud hasta un máximo de 100], Naranja [restaura toda la vida a su estado original 100] y Amarilla [+100 de salud hasta un máximo de 200].
- Key ítems — Estos ítems se utilizan en el juego para abrir puertas como las piedras talladas en el nivel The Lair of The Blind Ones.
- Level keys — En todos los niveles, excepto el último, pero normalmente por el final, hay varias llaves escondidas; hay seis en el primer mundo mientras que solo tres hay en el resto, excepto el último que no posee ninguna. Estas llaves se requieren para entrar a la cárcel de pirmagen a cualquiera de los mundos del 2 al 6; pero el último mundo requiere 6 llaves.
- Primagen keys — Solo hay una llave de Primagen en cada mundo y normalmente requiere el uso de un Talismán, que se suele obtener en un mundo posterior, para ser recuperado.
- Flashlight — En varios niveles con cantidad de zonas oscuras se puede conseguir este ítem. Durante un tiempo corto nos dará luz solar hacia la dirección que Turok está mirando pero sus baterías se acaban rápidamente.
- Satchel Charge — Se utiliza para destruir objetivos. Nos dará una corta cuenta mínimo 5 segundos o 5 milésimas atrás y entonces explota destruyendo todo a su paso donde se había puesto o causando una serie de explosiones.

## Multijugador
El juego tiene un modo multijugador de hasta cuatro jugadores donde se pueden elegir varios personajes cada uno con distinta fuerza y debilidades. El personaje más destacable es el Raptor que como en el juego Alien versus Predator, el Raptor se encuentra limitado a utilizar ataques en sitios cerrados (debido a que no utiliza armas, solo sus garras) pero es extremadamente rápido y ágil.
Los personajes que se pueden elegir son:
- Joshua Fireseed que es el héroe del juego.
- Tal-Set, el héroe del primer Turok (Empieza con 110 de salud en vez de 100).
- Campainer- principal villano del primer Turok.
- Raptor- dinosaurio de tamaño medio, no usa armas sino sus garras.
- Adon- la chica de piel azul que ayuda durante todo el juego (Puede regenerar su salud).
- Dino guy o Gant (También se regenera, pero más lento ).
- Pur'lin- el más grande pero peor de manejar, aunque puede saltar muy alto.
- Iggy o Turok Programmer- uno de los que crearon el juego.
- Endtrail- Dinosoid común y corriente.
- FireBorn-Similar a Entrail, con la diferencia que puede caminar por la lava sin ser dañado.
- Flesh Eater-Tiene la habilidad de herir a todo aquel que esté cerca de él, aun si no está disparando.

Hay disponibles tres modos de juego: un típico todos contra todos (deatmatch), un todos contra todos pero en equipo (team deatmatch) y un modo original llamado "Frag Tag". El Frag Tag es un modo divertido e interesante en el cual, cuando comienza el juego, un personaje se transforma en mono, sin la posibilidad de atacar y con poca salud aunque se es más ágil. La tarea del jugador convertido en mono es llegar a uno de los específicos lugares creados en ese nivel; al llegar a ese punto, el personaje vuelve a su personaje normal y uno de los otros personajes se convierte en mono. Si te matan, vuelves a aparecer como mono.

## Trucos/Curiosidades
Hay un modo en el cual el jugador puede introducir contraseñas para conseguir trucos como todas las armas, elegir nivel incluso poner grandes cabezones para los enemigos. Destaca que existe un supertruco el cual se escribe "BEWAREOBLIVIONISATHAND" en la versión de N64, y "OBLIVIONISOUTTHERE" en la versión de PC, en el cual se activan todos los trucos disponibles. Como curiosidad, parece que cuando crearon la segunda parte, además de por este truco, ya estaban pensando en la tercera parte "Turok 3: Shadow of Oblivion".
Hay un error en el modo multiplayer que permite, utilizando un truco, cambiar de fase durante el modo multijugador que permitía a los jugadores que estaban jugando en ese momento jugar a las misiones individuales ( el modo historia ) cooperativamente; esta característica estaba añadida en las primeras versiones del juego pero que fue eliminada en la versión final. La causa es que no se podía llegar muy lejos porque los teletransportes y los portales no funcionan en este modo provocando bloqueos ocasionales. Sin embargo, la batalla contra los jefes finales puede hacerse muy divertida utilizando este truco. De todas maneras, existe una manera de jugar todo el juego utilizando este truco mediante el Action Replay o Gameshark que fijan los portales de enlaces entre las áreas del juego.

## La versión de GameBoy/GameBoy Color
La versión de GameBoy Color dista mucha de las versiones de las hermanas mayores en cuanto a calidad gráfica pero no en cuanto a diversión. Esta versión fue realizada por el grupo de desarrollo español Bit Managers, acompañando el lanzamiento de la GameBoy Color, que realizó una magnífica versión aprovechando la pequeña potencia de la GameBoy. Al contrario que las otras versiones, se pueden utilizar passwords para pasar a través de los nueve niveles que consta el juego en sus tres dificultades de juego (fácil, medio y difícil). Además, el juego pasa de ser un juego de acción en primera persona a un juego en tercera persona con visión cenital.